# Diadegma crassulum
Diadegma crassulum är en stekelart som beskrevs av Walley 1967. Diadegma crassulum ingår i släktet Diadegma och familjen brokparasitsteklar. Inga underarter finns listade i Catalogue of Life.